# Ivan Horáček
Ivan Horáček (* 10. dubna 1952) je český zoolog, pedagog, spisovatel, výtvarník.
Vystudoval Přírodovědeckou fakultu Univerzity Karlovy v Praze, kde dosud působí. Na katedře zoologie této fakulty vedl oddělení zoologie obratlovců. Zabývá se systematikou, evolucí a ekologií savců, zejména netopýrů, paleoekologií čtvrtohor a filosofickými přesahy přírodovědných témat. Je také popularizátorem těchto témat a oborů, podílel se na tvorbě několika knih pro veřejnost, určovacích příruček i učebnic.
Člen Skupiny českých a slovenských surrealistů, člen redakční rady surrealistické revue Analogon. 

## Dílo, výběr
- S Milošem Anděrou: Poznáváme naše savce. 1. vyd. 1982, 2., přeprac. vyd. 2005, ISBN 80-86817-08-3
- Létající savci. 1. vyd. Academia, 1986. Edice Živou přírodou
- European Bat Research 1987: proceedings of the 4th European Bat Research Symposium, Prague, Czechoslovakia, 1987. Charles Univ. Press, 1989. 718 s. Ed. Vladimír Hanák, Ivan Horáček, Jiří Gaisler
- Se Zdeňkem Kratochvílem a Jiřím Sádlo: Filosofie živé přírody. 1994
- S Jaroslavem Smržem a Miroslavem Švátorou: Biologie živočichů pro gymnázia. 2004. ISBN 80-7168-909-2
- Handbuch der Säugetiere Europas. Band 4, Fledertiere. Teil 2: Chiroptera 2 (Vespertilionidae 1, Molossidae, Nycteridae). 1. Aufl. Wiebelsheim, 2004. 606–1186 s. ISBN 3-89104-639-1. Ed. Jochen Niethammer a Franz Krapp; ve spolupráci: Wieslaw Bogdanowicz, Peter Boye, Beatrica Ðulic, Jürgen Gebhard, Antonio Guillén, Otto von Helversen, Carlos Ibañez, Andreas Kiefer, M. Mucedda, Andrzej L. Ruprecht, Wilfried Schober, Karl-Hans Taake, Henning Vierhaus
- Fauna netopýrů Prahy: přehled nálezů a poznámky k urbánním populacím netopýrů. AOPK ČR, 2009. ISBN 978-80-87051-76-4. Natura Pragensis. Studie o přírodě Prahy, 19. ISSN 0862-366X. Kol. Vladimír Hanák, Jana Neckářová, Petr Benda, Vladimír Hanzal, Miloš Anděra, Helena Jahelková, Anna Zieglerová, Dagmar Zieglerová
- S Milošem Anděrou a Marcelem Uhrinem: A tribute to bats. Kostelec nad Černými lesy, 2010. ISBN 978-80-87154-44-1
- Lébnsvelt. 2016. ISBN 978-80-88218-02-9 (soubor esejů a glos)